# Steningehöjden
Steningehöjden – miejscowość (tätort) w Szwecji, w regionie administracyjnym (län) Sztokholm, w gminie Sigtuna.
Według danych Szwedzkiego Urzędu Statystycznego liczba ludności wyniosła: 1130 (31 grudnia 2015), 1240 (31 grudnia 2018) i 1314 (31 grudnia 2019).